# Snohomish County
Okres Snohomish County se nachází v americkém státě Washington a nese své jméno po indiánském kmeni Snohomišů. Od roku 2000 stoupla jeho populace z 606 024 obyvatel na 713 335 rezidentů v roce 2010, což z něj dělá jeden z nejvíce rostoucích okresů ve státě a třetí největší po okresech King a Pierce. Sídlem i největším městem okresu je Everett. Okres byl vytvořen v roce 1861 odtržením od okresu Island.

## Geografie
Podle amerického cenzusového úřadu má okres celkovou rozlohu 5 689 km², z čehož 5 411 km² je pevnina a 278 km² (4,9%) je voda. Nejvyšším bodem okresu je Glacier Peak, který roste do výše 3 213 metrů nad mořem.
Okres hraničí na západě s Pugetovým zálivem, kromě oblasti Stanwoodu, kde ho od Caamañova ostrova (okres Island) odděluje Davisův průliv. Na východě ho od ostatních okresů oddělují hřebeny Severních Kaskád. Od severu k jihu okres měří téměř 58 kilometrů.

### Federálně chráněná území
- Národní les Mount Baker-Snoqualmie (část)

### Přírodní zajímavosti

#### Hory
- Kaskádové pohoří
- Glacier Peak – nejvyšší bod okresu

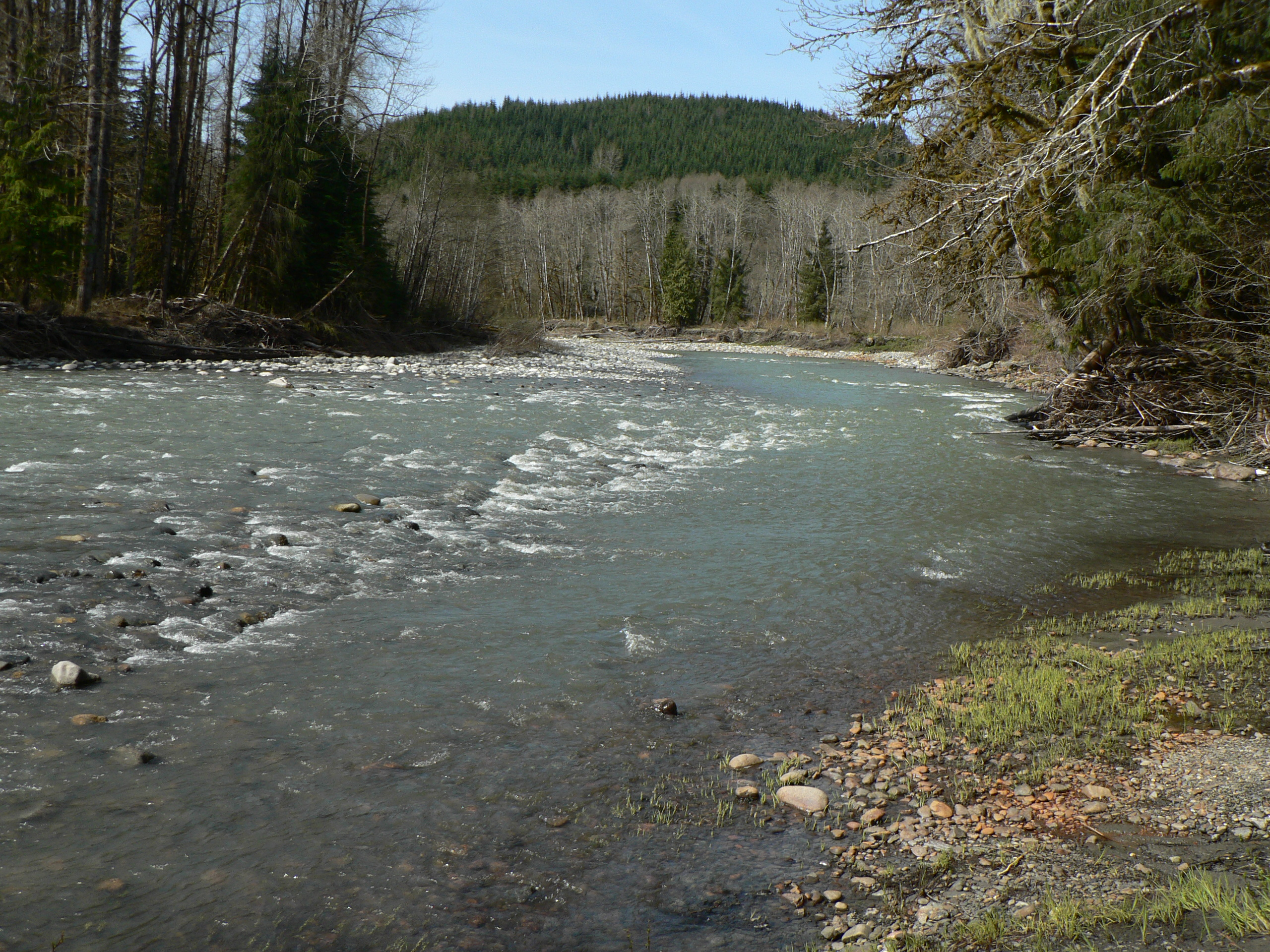
Řeka Stillaguamish u Granite Falls.

- Mount Pilchuck
- Whitehorse Mountain

#### Důležité řeky
- Skykomish
- Snohomish
- Snoqualmie
- Stillaguamish

#### Důležité vodní plochy
- Gardnerova zátoka
- Goodwinovo jezero
- Pugetův záliv
- Susanina zátoka

#### Ostrovy

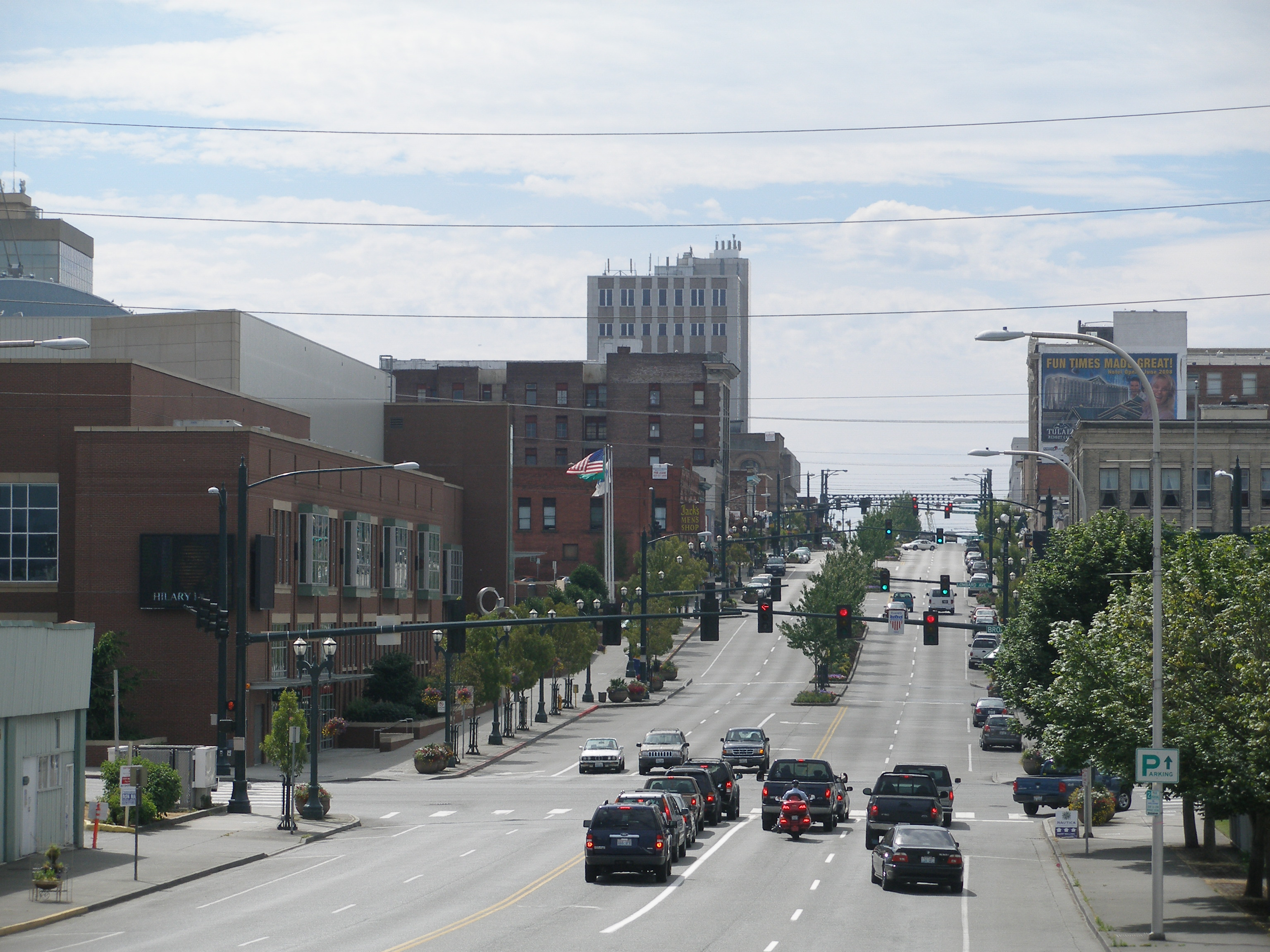
Centrum města Everett.

- Gedneyho ostrov

### Největší města
- Everett – 103 019
- Marysville – 60 020
- Edmonds – 39 709

### Sousední okresy
- Skagit County – sever
- Chelan County – východ
- King County – jih
- Island County – západ

## Doprava

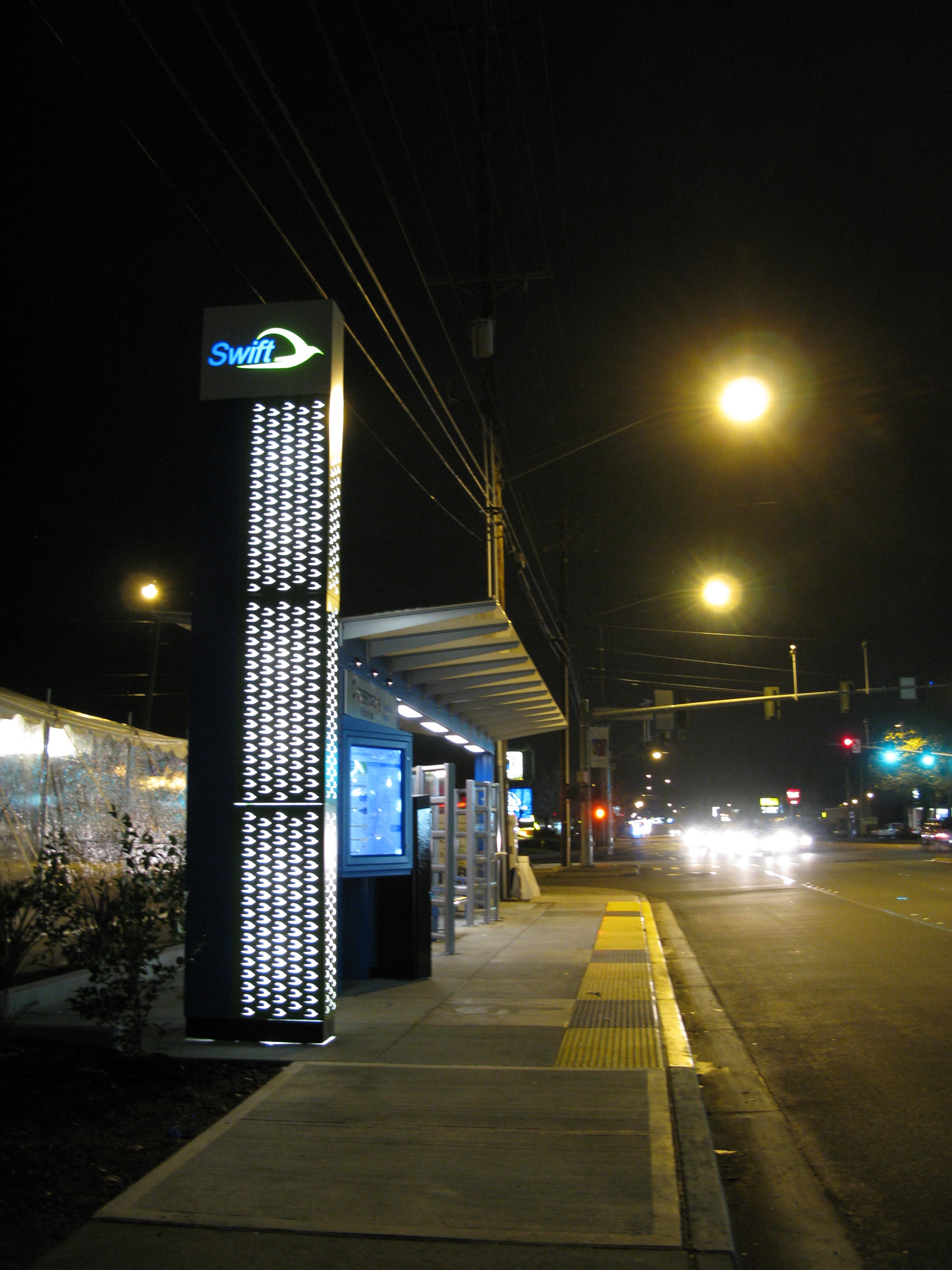
Zastávka metrobusu Swift v Lynnwoodu.

### Silnice
V okrese Snohomish se nachází pět hlavních silnic, které jej spojují s ostatními okresy a dalšími oblastmi. Jsou zde čtyři silnice, které jej protínají svisle a to jsou Interstate 5, Interstate 405, Washington State Route 9 a Washington State Route 99. Jedna silnice, U.S. Route 2 protíná okres vodorovně.

### Autobusy a vlaky
Místa okresu Snohomish jsou propojena mnoha zastávkami tří systémů hromadné autobusové dopravy, kam patří Community Transit, Everett Transit a Sound Transit. Okresem také probíhají tři vlakové linky. Amtrak Cascades staví ve Stanwoodu, Everettu a v Edmonds, Empire Builder zastavuje v Everettu a Edmonds, stejně jako příměstský vlak Sounder, který navíc staví také v Mukilteu.
Community Transit provozuje metrobusovou linku pod názvem Swift, která spojuje Everett Station s Aurora Village v Shorelinu po silnici Washington State Route 99. Společnost Sound Transit navíc plánuje rozšíření své sítě Link Light Rail do Lynnwoodu a později do Everett Station, trasa by měla nést jméno North Link.

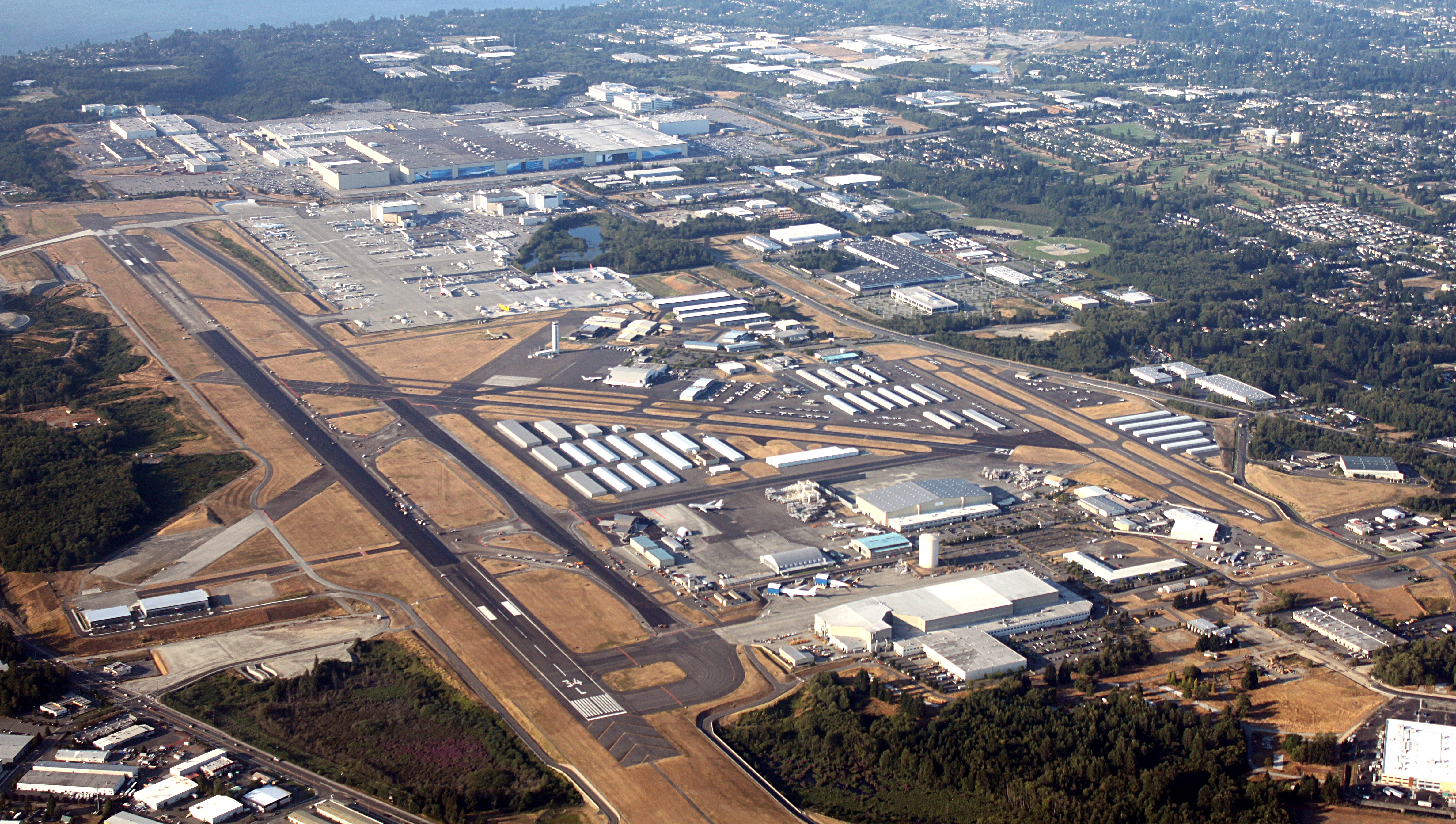
Paineovo letiště.

### Letiště a trajekty
Okres Snohomish má jedno oficiální a několik městských letišť. Také je spojeno s ostrovy Pugetova zálivu trajekty sítě Washington State Ferries.
Oficiálním letištěm je Paineovo letiště, jinak také známo pod názvem Snohomish County Airport a mezi menší letiště patří Harveyho letiště ve Snohomish a Arlingtonské městské letiště v Arlingtonu. Další letiště jsou ještě v Darringtonu, Lake Stevens, Granite Falls a Martha Lake, které ale bylo v roce 2000 zavřeno.
Síť trajektů Washington State Ferries spojuje okres vodní cestou s jinými okresy. Jednou linkou je loď mezi Edmondsem a Kingstonem, která je částí Washington State Route 104. Druhou linkou je pak trajekt mezi Mukilteem a Clintonem, kterou využívá Washington State Route 525.

## Demografie
Při sčítání lidu v roce 2000 žilo v okrese 606 024 obyvatel a hustota osídlení byla 112 obyvatel na km². 86 % obyvatel byli běloši, 6 % bylo utvořeno Asiaty a 2 % obyvatel černochy nebo Afroameričany. 5 % populace byli Hispánci nebo Latino.

## Vzdělávání
Okres patří mezi největší okresy ve Spojených státech, které nemají vlastní čtyřletou bakalářskou vysokou školu.
- Everett Community College spolupracuje s několika prestižními státními univerzitami.
- Edmonds Community College už od roku 1975 spolupracuje se Central Washington University.

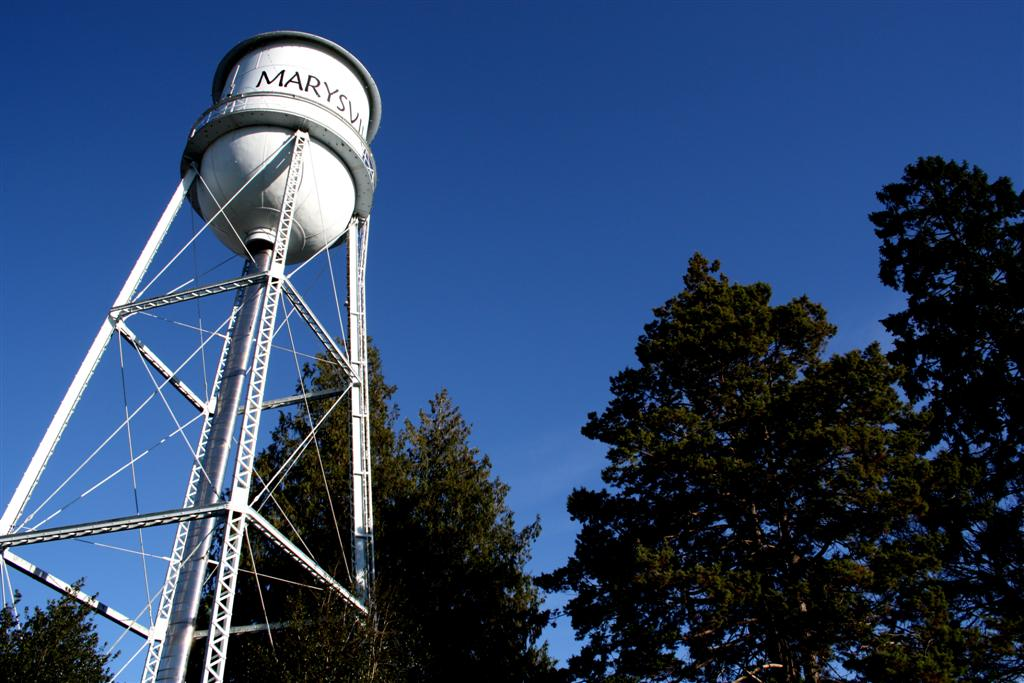
Vodní věž v Marysville.

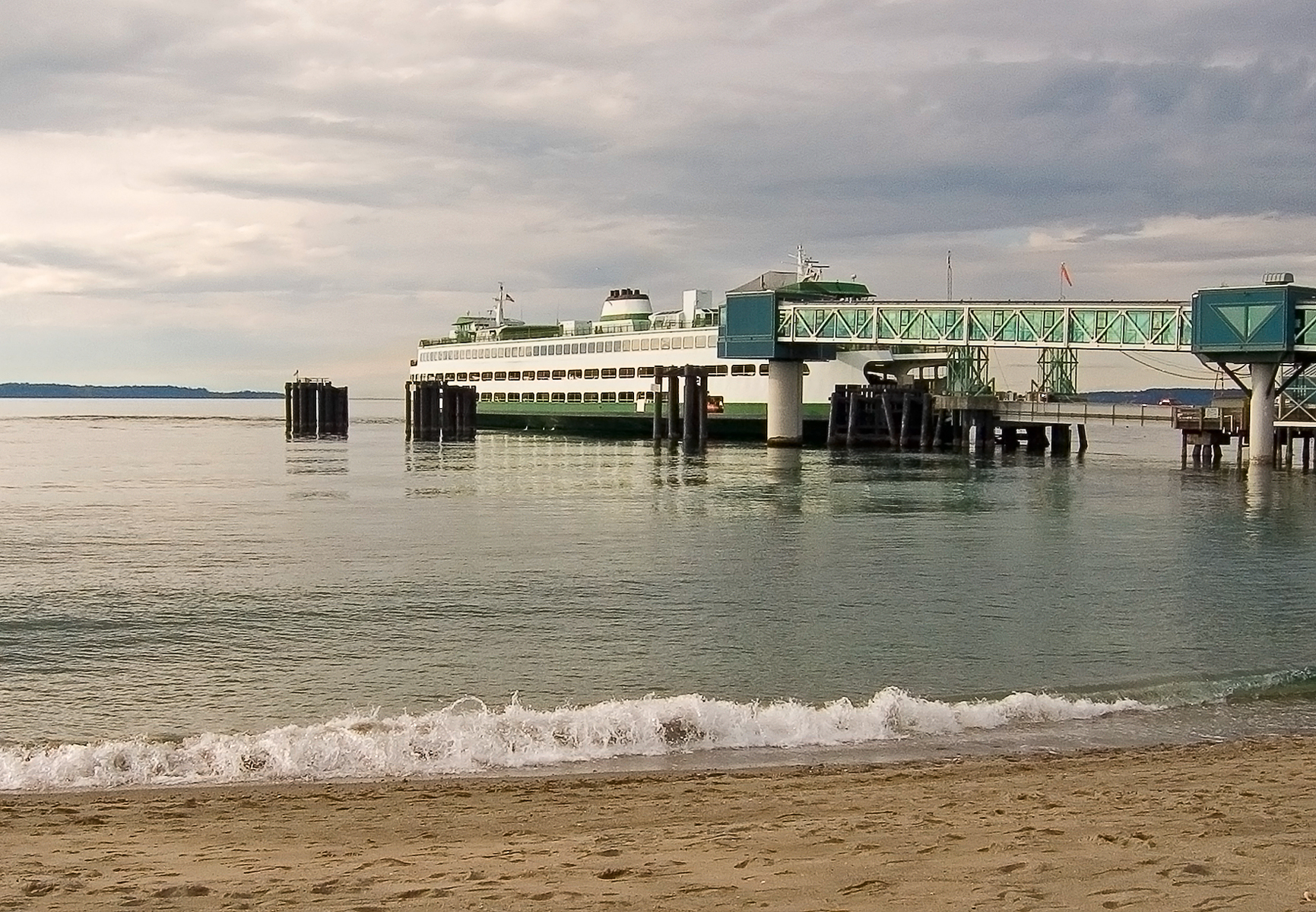
Trajektový terminál v Edmondsu.

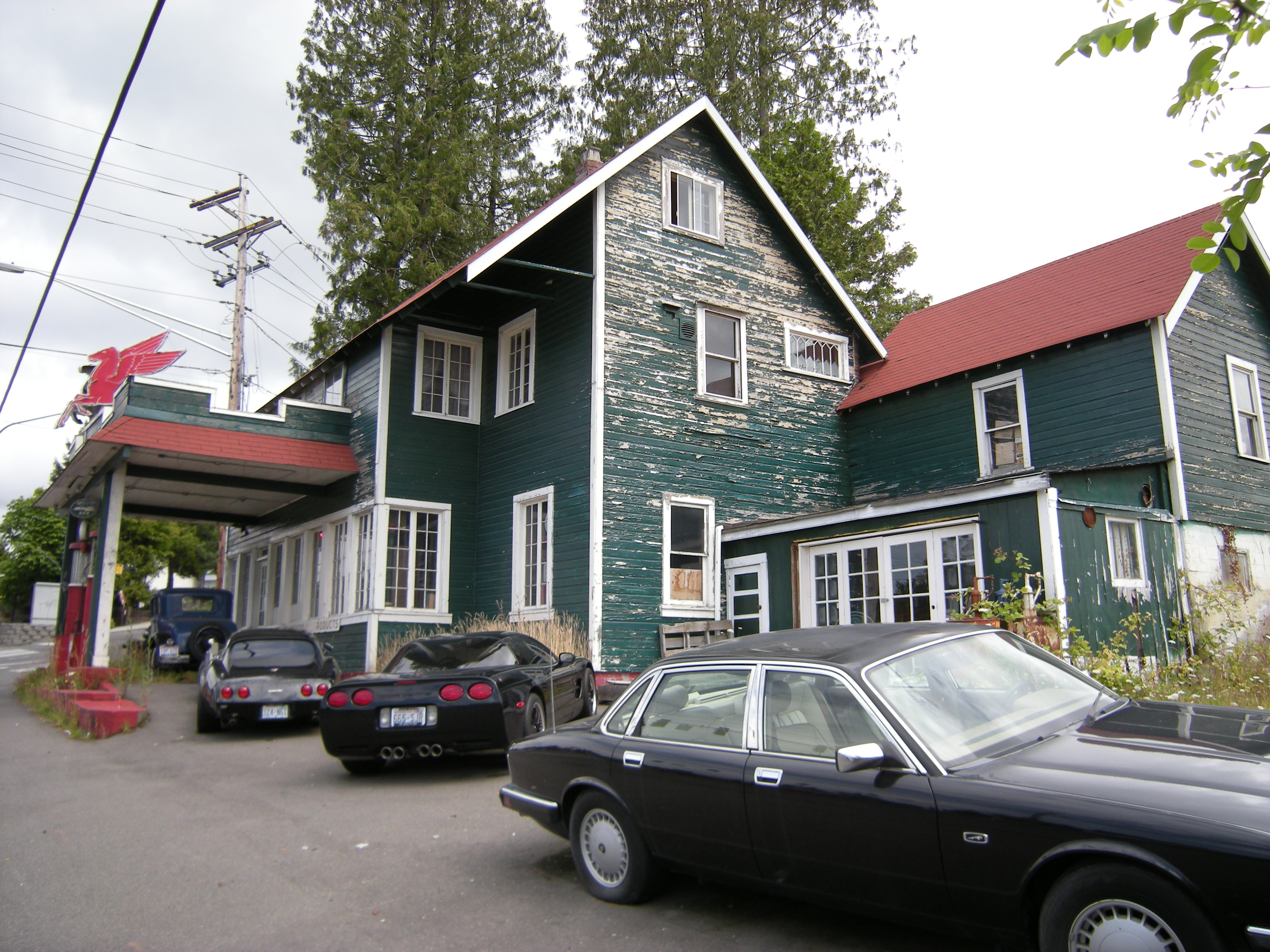
Historická čerpací stanice v Lynnwoodu.

## Města
Seřazena od největšího k nejmenšímu dle populace:
- Everett
- Marysville
- Edmonds
- Lynnwood
- Lake Stevens
- Bothell
- Mukilteo
- Mountlake Terrace
- Mill Creek
- Arlington
- Monroe
- Snohomish
- Brier
- Stanwood
- Sultan
- Granite Falls
- Gold Bar
- Darrington
- Woodway
- Index